# Distancias
 (octobre 2012).
Pour plus de détails, voir Fiche technique et Distribution.
Distancias est un film documentaire espagnol réalisé en 2008.

## Synopsis
Un groupe de réfugiés du Congo est bloqué à Rabat. La frontière avec l’Espagne les empêche de traverser vers l’Europe. Dans une lointaine chambre dans la périphérie de la ville, ils répètent une pièce de théâtre sur leur propre expérience. Une pièce imparfaite, inachevée. La réalité se confond avec leur représentation. Entre eux, Apollinaire raconte, frontalement, un éternel voyage d’une fin incertaine. Les archives de la télévision montrent des émigrants expulsés dans le désert, obligés à commencer à nouveau. Des visages qui ont perdu leur nom. Derrière eux demeurent les espaces vides où tout s’est passé et continuer à se passer. Des traces silencieuses qui révèlent une histoire comme la nôtre.

## Fiche technique
- Réalisation : Pilar Monsell
- Production : Estudi Playtime S. L.
- Scénario : Pilar Monsell
- Image : Pilar Monsell
- Montage : Pilar Monsell
- Son : Afra Citlali
- Interprètes : Apollinaire, Emmanuel, Martin, Mama

## Récompenses
- Prix du Public - Festival dei popoli, Florencia 2008

## Festivals
- Rompan Límites – Muestra de Cine Experimental de Maldonado (Uruguay).
- “Border, displacement and creation. Questionen the contemporary” (Oporto).
- Ier Festival de Cine Migrante de Bogotá.
- Festival Migrant Scène de Toulouse y Burdeos.
- Ier Festival de Cine Migrante de Buenos Aires.
- IVe Festival Sinima de Soria.
- XVe MedFilm Festival – Cine del Mediterráneo de Roma.
- 14e Festival Internacional de Cine de Ourense.
- Perspektive 09 - Festival Internacional de Cine Documental de Nuremberg.
- VIe Festival de Cinéma Africain de Tarifa.
- Muestra Ovni 2009, CCCB.
- VIe Documenta Madrid – Festival Internacional de Documentales.

## Website
- distancias.es